# Jørgen Aabye
Jørgen Emil Aabye født Olsen (9. juni 1868 i Gadstrup, Nørre Aaby – 22. juni 1959 i København) var en dansk kunstmaler.
Aabyes fødenavn var Olsen, men det udskiftede han som 36-årig og tog navn efter sin fødeegn. 
Aabye blev som 24-årig færdiguddannet fra Kunstakademiet i København. Han udstillede på Charlottenborg første gang i 1892 og derefter over et halvhundrede gange. Han efterlod sig en omfattende og meget varieret produktion.

## Ekstern henvisning
- Jørgen Aabye på Kunstindeks Danmark/Weilbachs Kunstnerleksikon
- Jørgen Aabye på gravsted.dk